# Oren Lavie
Oren Lavie, nascido em 13 de junho de 1976 em Tel Aviv (Israel) é um músico, compositor e diretor teatral. O seu clipe musical 'Her morning elegance' se tornou popular. Em 10 de maio de 2009 lançou seu primeiro álbum nos EUA, The Opposite Side of the Sea. Em tempos recentes o cantor fez o lançamento de seu segundo álbum, Bedroom Crimes, em 10 de maio de 2017. O álbum conta com a participação da atriz e cantora francesa Vanessa Paradis em uma de suas faixas, em sua música de trabalho 'Did you really say no', onde também participou do clipe musical com o mesmo título. Diferente de seu primeiro álbum onde Oren Lavie trabalhou apenas com 'Her morning elegance', Bedroom Crimes, já conta com dois clipes musicais. 'Did you really say no e 'Second hand lovers'.